# Colin Gaston
Colin Gaston, nascut el 22 d'agost de 1973 a Tolosa de Llenguadoc, és un jugador de rugbi a 15 francès que juga al lloc de segona Línia al si de l'efectiu del Castres olímpic (2,01 m per a 105 kg).

## Carrera
- 1987-1989: Blagnac SCR
- 1989-1993: Estadi toulousain
- 1993-1998: Castres olímpic
- 1998-2003: RC Narbonne
- 2003-2007: USAP
- Des de 2007: Castres olímpic

## Palmarès

### En club
- Finalista del campionat de França de rugbi a 15: 1995, 2004
- Campió de França júnior: 1991

### En equip nacional
- Equip de França universitari: campió del món el 1996
- Equip de França júnior: campió del món el 1991